# Жёлтая карточка

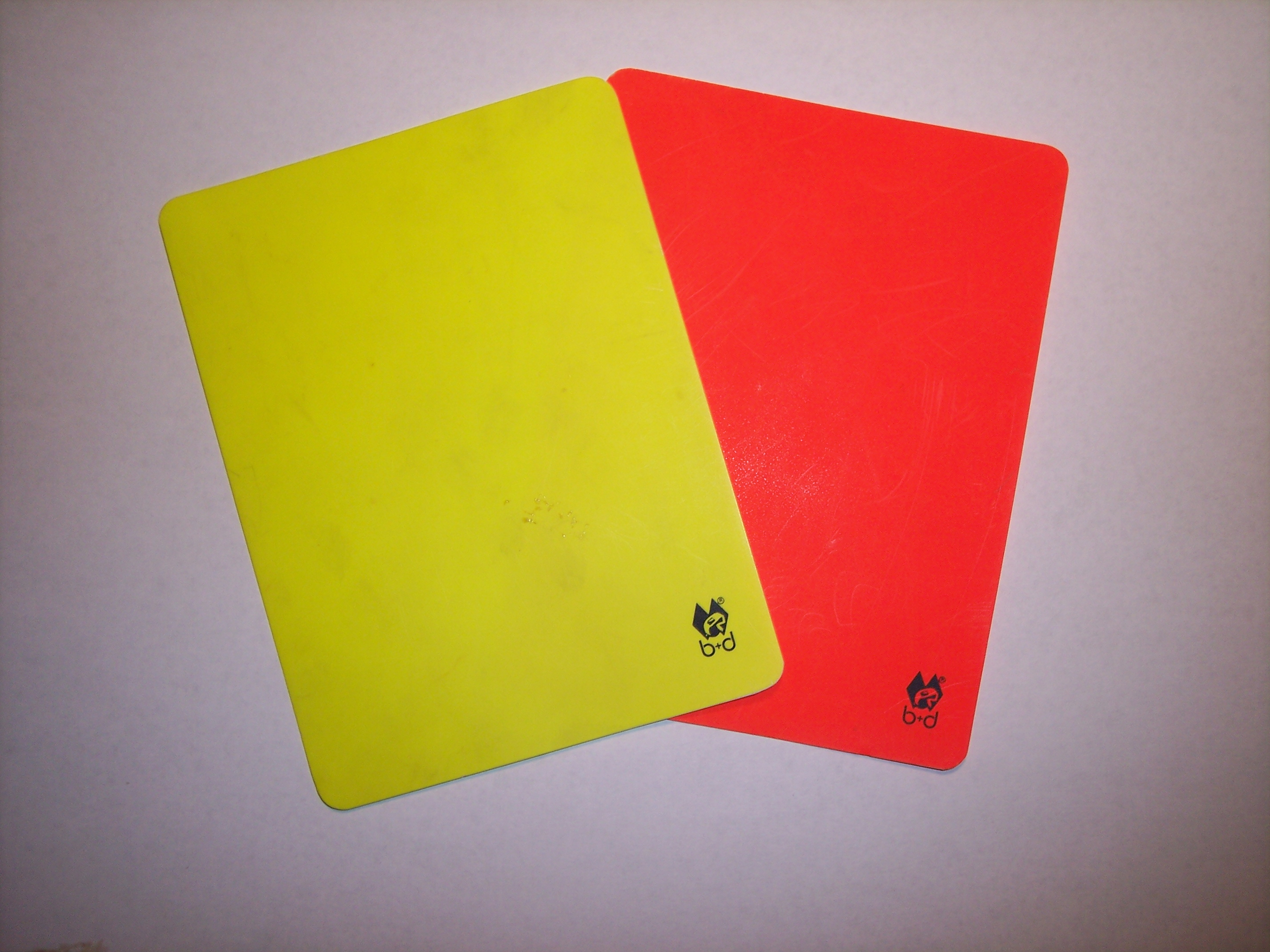
Красная и жёлтая карточка в футболе

Жёлтая карточка — знак предупреждения игрока в некоторых командных видах спорта (в том числе в футболе и гандболе).

## История
На чемпионате мира по футболу 1966 в матче между Аргентиной и Англией возникла накалённая обстановка в связи с тем, что аргентинский игрок Антонио Раттин не понял (судья того матча, немец по национальности Рудольф Крайтлян не знал испанского языка и, возможно, не смог объяснить аргентинскому капитану, что тот должен покинуть пределы поля) или не захотел понимать устно произнесённое судьёй удаление и оставался на поле ещё в течение девяти минут. В завязавшейся потасовке предупреждения в свой адрес не поняли и английские игроки. К числу непонимающих происходящего относились и зрители.
Во избежание подобных недоразумений английский судья Кен Астон предложил введение красных и жёлтых карточек, исходя из международной известной схемы цветов светофора. На Чемпионате мира 1970 карточки впервые применили на практике, после чего они быстро стали стандартом. Первым судьёй, показавшим жёлтую карточку в официальном матче, был немец Курт Ченшер в матче Мексика — СССР, а первым футболистом, её получившим, был игрок сборной СССР Кахи Асатиани.
Вслед за игровыми видами спорта понятие «жёлтая карточка» стало экспериментально использоваться в педагогике, в качестве временного точечного ограничения учителем отдельных учеников, по причине их неудовлетворительного поведения, в праве получения ими на уроках «условных баллов».

## Предъявление

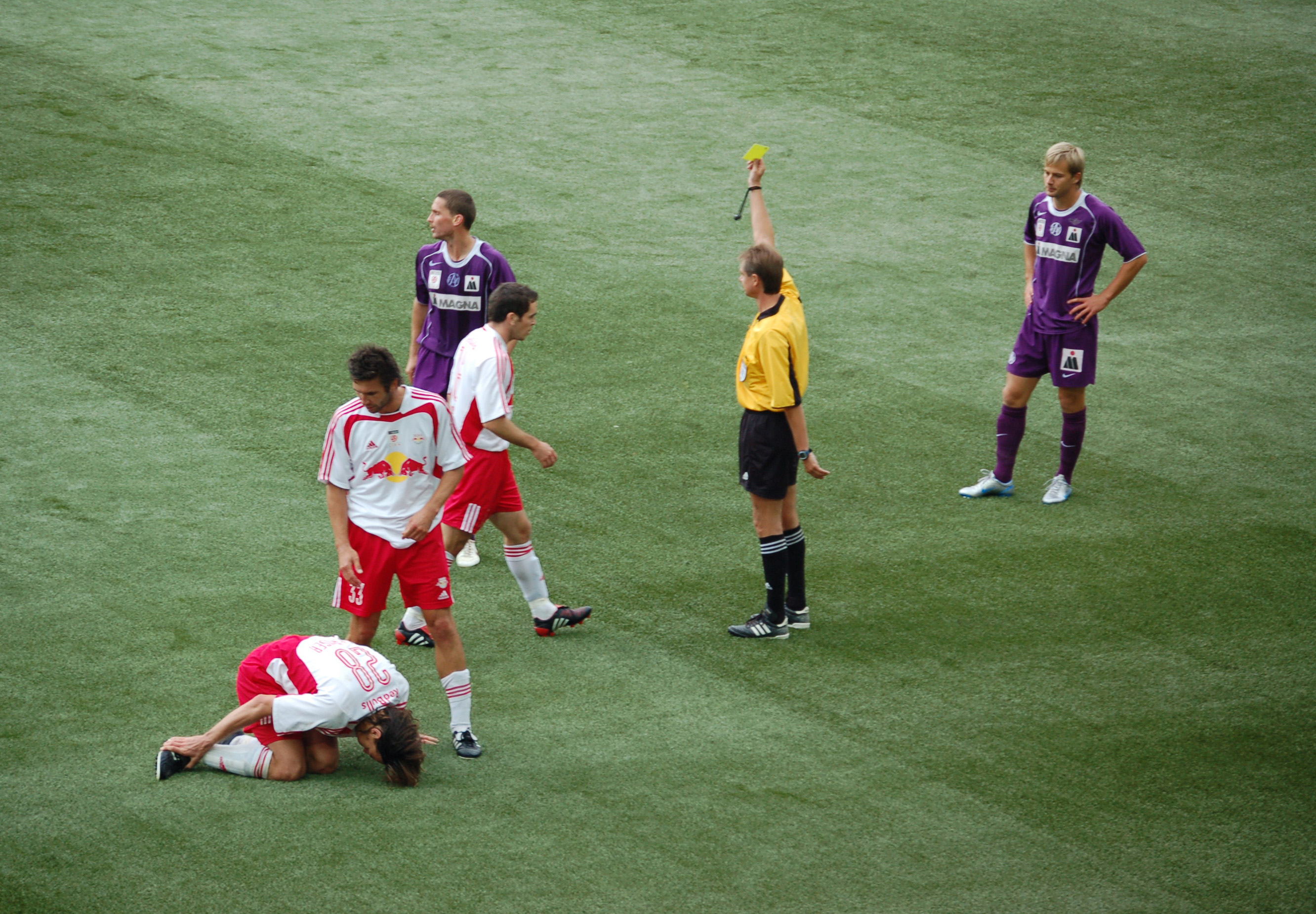
Судья показывает жёлтую карточку после нарушения правил

В футболе, согласно правилам IFAB, показывается судьёй за следующие нарушения правил:
- за затяжку времени
- за срыв опасной атаки
- за снятую футболку
- за удар до свистка / выход из стенки (при пробитии штрафного удара)
- за удар после свистка (при фиксации офсайда или остановке игры)
- за грубую игру (за исключением случаев, если судья посчитает нарушение «очень грубой игрой»)
- за неспортивное поведение (не считая случаев, если неспортивное поведение может послужить оскорблением любого участника матча / персонала команды / болельщика)
- за спор с судьёй (капитаны команд имеют право на общение с судьёй и могут выяснить причину нарушения)
- за симуляцию
- за уход / вход в игру без разрешения судьи

При особо грубых нарушениях игрок может быть без предупреждения удалён с поля красной карточкой. Две жёлтых карточки, полученных игроком в одном матче, также ведут к удалению с поля.
В регби жёлтая карточка показывается игроку, который удаляется с поля на 10 минут.

## Рекорды
- «Рекорд быстроты» принадлежит футболисту Винни Джонсу: в матче «Манчестер Сити» — «Шеффилд Юнайтед» 19 января 1991 года он умудрился получить первую жёлтую карточку на пятой секунде матча.
- Один из самых быстрых случаев получения двух жёлтых карточек подряд произошёл 12 марта 2010 года в чемпионате Италии между «Интером» и «Катанией», когда игроку «Интера» Салли Мунтари понадобилось для этого полторы минуты[4]. При этом в истории российских турниров были и более быстрые случаи получения двух жёлтых подряд[5].
- На чемпионате мира 2006 года по футболу в матче между сборными Хорватии и Австралии произошёл курьёзный случай. На 88-й минуте судья Грэм Полл показал защитнику хорватской команды Йосипу Шимуничу жёлтую карточку, которая стала для него второй в матче. Однако хорват не покинул поле и продолжил встречу. Только через несколько минут, уже в компенсированное время, Полл заметил, что Шимунич по-прежнему в игре, и… показал ему третью жёлтую карточку, после чего тот всё-таки ушёл в раздевалку[6].
- Первым игроком в российской истории, удалённым за две жёлтые карточки, стал форвард «Асмарала» Андрей Губернский. Это произошло 9 апреля 1992 года в гостевом матче против «Крыльев Советов»[5].
- 25 июня на чемпионате мира по футболу 2006 в 1/8 финала в матче между Португалией и Нидерландами российский судья Валентин Иванов выдал 16 жёлтых карточек и произвёл 4 удаления. Это рекорд чемпионатов мира. Раньше более трёх удалений в матчах ЧМ не было[7].